# Нойбранденбург (округ)
округ Нойбранденбург (нім. Bezirk Neubrandenburg) — адміністративна одиниця, що була утворена в 1952 році після ліквідації земель на території Німецької Демократичної Республіки як один з 15 округів.
Він складався з 14 районів згідно перепису населення 1989 р., одного міста окружного підпорядкування і 492 комун. У зв'язку з відтворенням земель був ліквідований в 1990 році.
| Прапор Німеччини | Це незавершена стаття про Німеччину. Ви можете допомогти проєкту, виправивши або дописавши її. |